# Sphinx sinicus
Sphinx sinicus är en fjärilsart som beskrevs av Rothschild och Jordan 1903. Sphinx sinicus ingår i släktet Sphinx och familjen svärmare. Inga underarter finns listade i Catalogue of Life.